# Thái Bình, Châu Thành (Tây Ninh)
Thái Bình là một xã thuộc huyện Châu Thành, tỉnh Tây Ninh, Việt Nam.

## Địa lý
Xã Thái Bình nằm ở trung tâm huyện Châu Thành, có vị trí địa lý:
- Phía đông giáp thành phố Tây Ninh
- Phía tây giáp thị trấn Châu Thành và các xã Trí Bình, Hảo Đước
- Phía nam giáp xã Thanh Điền và xã An Bình
- Phía bắc giáp xã Đồng Khởi.

Xã Thái Bình có diện tích 29,66 km², dân số năm 2019 là 16.557 người, mật độ dân số đạt 558 người/km².

## Hành chính
Xã Thái Bình được chia thành 6 ấp: Suối Dộp, Tam Hạp, Suối Muồn, Bình Long, Bình Phong, Bình Hoà.